# Comunicazione vibrazionale
La comunicazione vibrazionale è un sistema di comunicazione che prevede la trasmissione di segnali, detti vibrazionali, attraverso il substrato. La disciplina che se ne occupa è la biotremologia, ossia una particolare branca della biooscillogia (di cui fa parte anche la bioacustica), in cui il mezzo di diffusione dei segnali non è l'aria, bensì la materia solida. Scopo della comunicazione vibrazionale è indurre nel ricevente una determinata risposta comportamentale, spesso di tipo sessuale. Per questo motivo i segnali vibrazionali possono essere considerati l'analogo fisico dei feromoni. Infatti, mentre questi ultimi sono sostanze chimiche (da cui il termine semiochimici), i segnali vibrazionali sono puramente meccanici (semiofisici). Principalmente collegata agli artropodi (specialmente insetti e ragni), su cui si concentra la grande maggioranza degli studi scientifici, la comunicazione vibrazionale può riguardare in realtà anche animali appartenenti ad altri ordini, inclusi i mammiferi.

## Comunicare via substrato
I segnali vibrazionali sono prodotti essenzialmente in tre modi: per percussione, per tremulazione o attraverso degli organi specifici, collocati tra addome e torace, detti tymbals. Nel primo caso una parte del corpo viene sbattuta contro una superficie, nel secondo si ha un'oscillazione ritmica del corpo sulle zampe. I tymbals, invece sono associati a poderosi muscoli che facendo leva su degli apodemi (robuste invaginazioni della cuticola) si comprimono e si rilasciano, producendo così i segnali vibrazionali. In tutti e tre i casi si generano onde vibrazionali che partendo dalla posizione dell'insetto emittente si diffondono lungo il substrato. La comunicazione vibrazionale ha alta valenza specifica, per cui affinché sia efficace i segnali vibrazionali devono avere caratteristiche ben definite e riconoscibili dai riceventi. I due principali elementi di specificità sono la frequenza del segnale e la ritmicità di emissione. I segnali vibrazionali sono caratterizzati da basse frequenze, inferiori ai 1000 Hz, più spesso sotto i 200–250 Hz. Ciò ne garantisce una minore attenuazione lungo la distanza e di conseguenza la possibilità di viaggiare più lontano (fino anche ad alcuni metri). Il ritmo di emissione, insieme ad un terzo importante elemento, l'intensità, consente di creare un vero e proprio repertorio di segnali, a ciascuno dei quali è attribuibile uno speciale significato. La ricezione del messaggio è, infine, garantita da appositi organi recettori solitamente posizionati sulle zampe. Negli insetti, il principale organo di recezione di segnali vibrazionali si chiama organo sub-genuale. Si tratta di un recettore di segnali meccanici, alloggiato tra tibia e femore. 
Una volta riconosciuto il segnale, il ricevente a questo punto è in grado di interpretarlo e, nel caso, dare una risposta comportamentale, come ad esempio emettere un segnale di risposta.

## Le funzioni
La comunicazione vibrazionale serve a mettere in contatto due o più individui. Qui di seguito una breve lista di alcune delle funzioni note:
- Accoppiamento. Si tratta della forma di comunicazione vibrazionale più studiata. Serve a consentire l'accoppiamento di due potenziali partner. Il segnale vibrazionale può contenere tre informazioni fondamentali: chi, dove e perché.

Chi: la specificità del segnale permette ai comunicanti di riconoscersi vicendevolmente, come individui cospecifici dell'altro sesso, pronti all'accoppiamento.
Dove: il segnale vibrazionale contiene elementi di direzionalità. Un insetto che possiede 4-6 organi sub-genuali (le zampe posteriori, se per esempio saltatorie possono esserne sprovvisti) può capire la direzione di provenienza del segnale, seguendo così a ritroso l'emettitore. Più spesso sono i maschi a cercare le femmine.
Perché: il segnale contiene anche caratteristiche qualitative dell'individuo emittente, che ne denotano la salute e la vigoria. Inoltre, in talune specie come la cicalina Scaphoideus titanus il maschio è in grado di emettere delle vibrazioni su frequenze intorno ai 900 Hz con carattere puramente corteggiativo, dette "buzzing sound".
- Rivalità tra maschi corteggiatori. L'emissione dei segnali di disturbo può ad esempio servire a mascherare il segnale. Mascherando il segnale del rivale è impossibile permettere la trasmissione delle informazioni necessarie all'accoppiamento. Esistono però anche segnali aggressivi, con cui un maschio ne minaccia un altro, per dissuaderlo ed abbandonare il corteggiamento.
- Allarme. Questo segnale viene ad esempio emesso nei termitai, se sottoposti ad attacco di un predatore.
- Cure parentali. Esistono delle cicaline della famiglia dei membracidi, in cui le forme giovanili se aggredite, per esempio da una vespa, producono dei segnali in grado di richiamare l'adulto, che si incaricherà di dissuadere il predatore a proseguire nei suoi intenti.
- Ricerca della preda. I segnali vibrazionali emessi dalle prede possono fornire importanti informazioni sul "dove" anche a predatori o parassitoidi specializzati nel loro riconoscimento.
- Aggregazione. Certe larve di ditteri sirfidi utilizzano la comunicazione vibrazionale per rimanere vicine l'un l'altra.
- Relazioni Sociali. Le api e le formiche producono un'enormità di segnali vibrazionali, che in parte possono essere associate anche alle relazioni sociali, come la competizione tra regine, o semplicemente l'attivazione o disattivazione del foraggiamento, o ancora il coordinamento della difesa del nido.
- Relazioni mutualistiche con altre specie. Alcune larve di lepidotteri licenidi quando attaccate sono in grado di emettere segnali vibrazionali in grado richiamare delle formiche con cui intrattengono un rapporto mutualistico, e da cui pretendono difesa.

## Perché la comunicazione vibrazionale?
Gli insetti che usano la comunicazione vibrazionale sono per lo più insetti di piccole dimensioni, di solito ben al di sotto del centimetro di lunghezza. Per insetti di questa taglia l'emissione di segnali acustici via aria richiederebbe un notevole dispendio energetico. Infatti per poter viaggiare nell'etere, a distanze accettabili, dovrebbero emettere dei segnali, rispetto agli individui dotati di dimensioni più ragguardevoli (cicale, cavallette), con frequenze ben più alte. Ma segnali ad alta frequenza subiscono rapidamente attenuazione e quindi verrebbero rapidamente degradati, con la conseguente perdita dei loro contenuti informativi. Probabilmente, pertanto, la scelta di usare un sistema di comunicazione vibrazionale deriva da una considerazione di mero risparmio energetico.

## Applicazioni pratiche in campo agrario

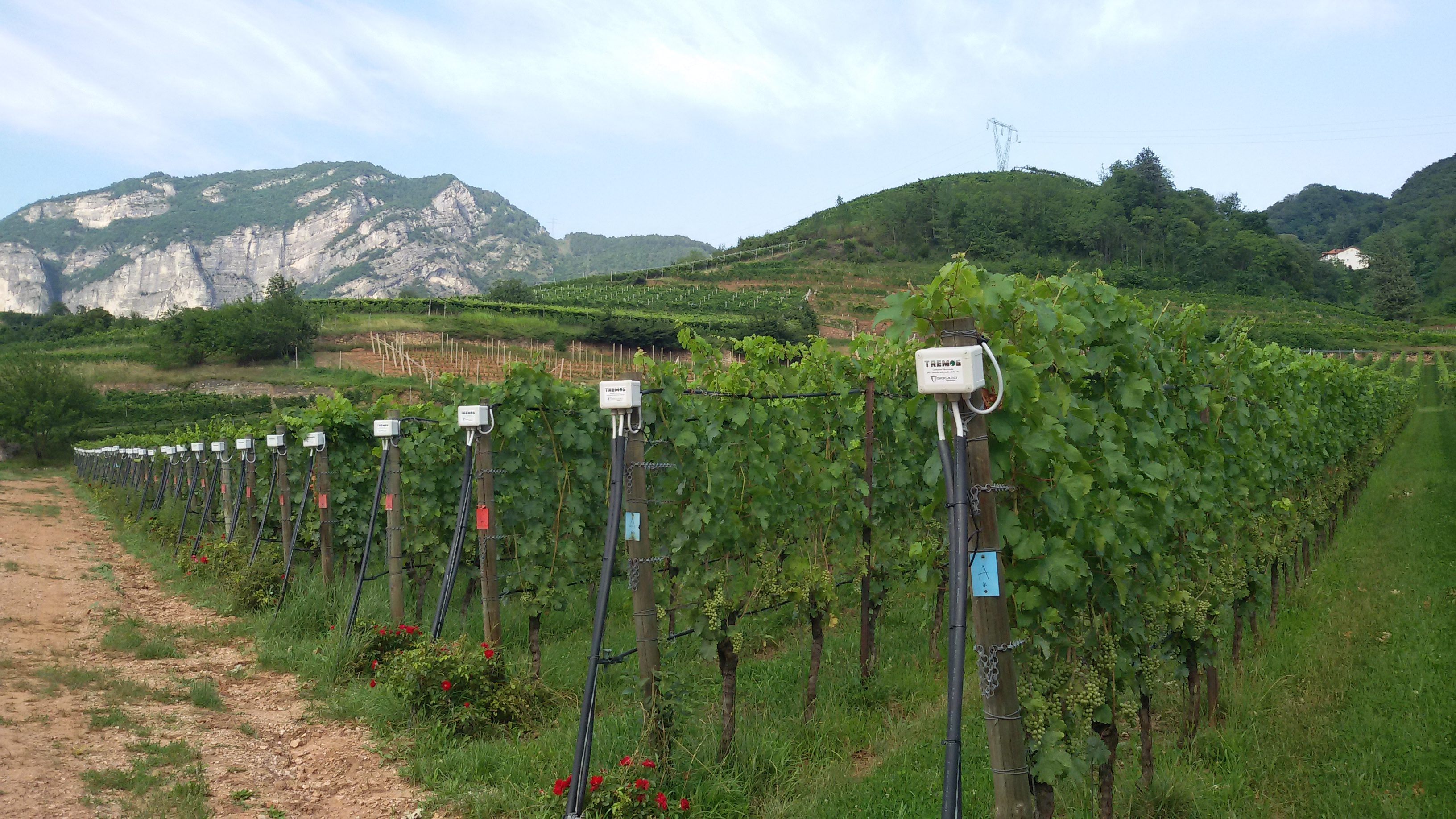
Il vigneto vibrazionale in funzione a San Michele all'Adige per la confusione sessuale contro Scaphoideus titanus.

Così come nel caso dei feromoni, anche con i segnali vibrazionali è possibile mettere in pratica la confusione sessuale, ossia una strategia di controllo della riproduzione degli insetti. Attraverso l'immissione di segnali vibrazionali di disturbo è infatti possibile andare a coprire le frequenze principali dei segnali sessuali emessi dalla specie bersaglio. Il caso più noto di applicazione (per ora allo stadio sperimentale: un vigneto a conduzione vibrazionale è in funzione dal 2017 presso la Fondazione Mach di San Michele all'Adige) è la confusione sessuale vibrazionale per il controllo della cicalina della vite Scaphoideus titanus. Altra ricerca che sta andando in questa direzione riguarda la cicaline verde della vite, Empoasca vitis, la cicalina americana Homalodisca vitripennis, vettore della Pierce disease e la cimice asiatica, Halyomorpha halys.